# 吉田ふじを

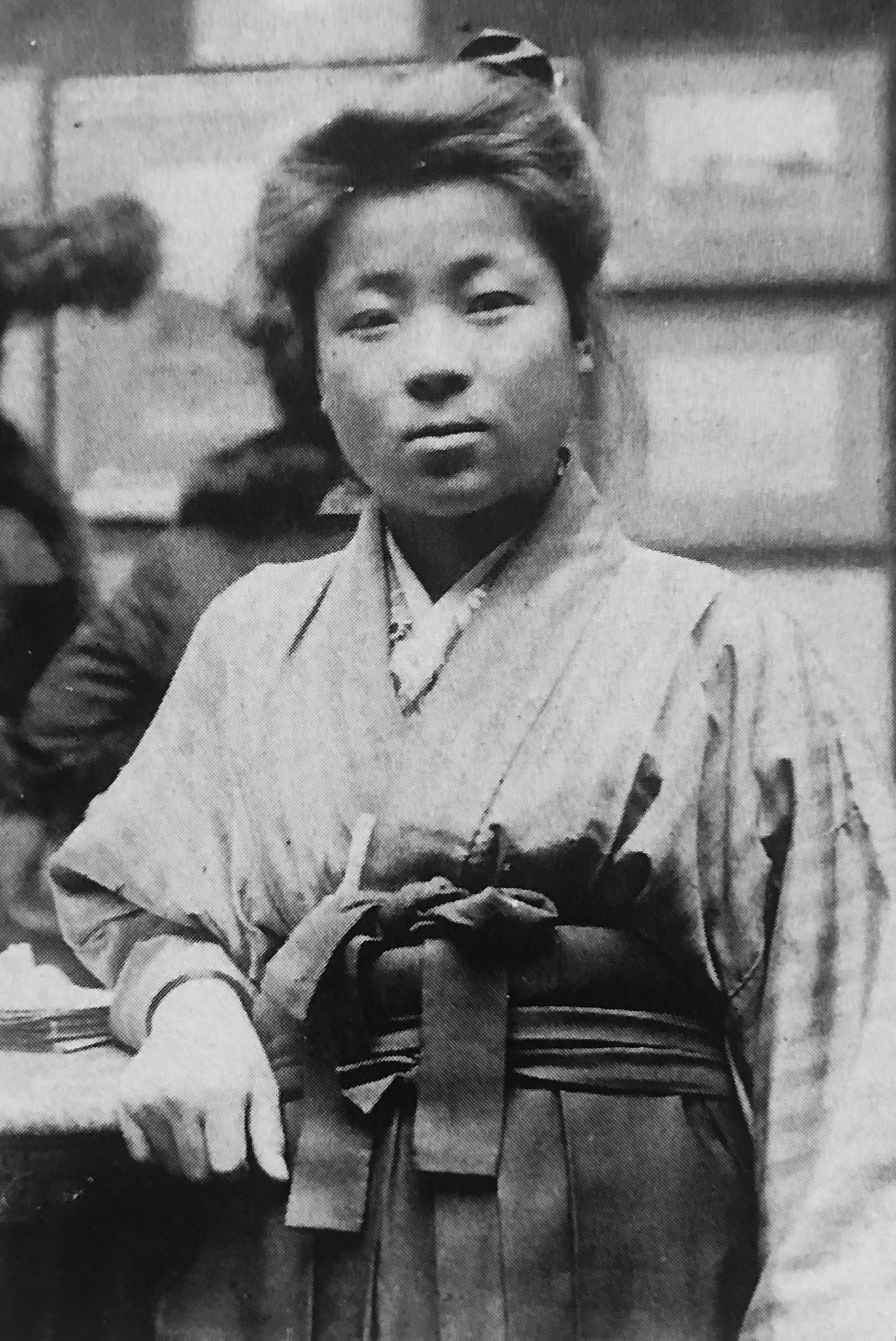
吉田ふじを。ボストン美術館の展覧会にて。

吉田 ふじを（よしだ ふじを、1887年10月5日 - 1987年5月1日）は、日本の洋画家。吉田博の妻であり、夫婦ともに洋画家である。

## 人物
- 本名：吉田藤遠
- 出生地：大分県中津市
- 出身地：福岡県福岡市

洋画家である吉田嘉三郎と、その妻の吉田るいの三女。小学生の頃に上京し、11歳で小山正太郎の画塾不同舎に入門。当時はまだ義兄であった吉田博とともに1903年にアメリカへ渡り、ともに展覧会を開いたことでアメリカ各地で高評価を得た。1907年に文展に入選している。帰国後は、文展や太平洋画会、日本初の女性による洋画団体「朱葉会」などで活躍し、朱葉会では名誉会長を務めた。戦後には油彩画や木版画なども描き、花を題材とした作品などを生み出した。2002年、府中市美術館で「吉田ふじを展」が開催され、翌年には福岡市美術館でも同じ展覧会名の展覧会が開かれた。